# Kostas Simitis

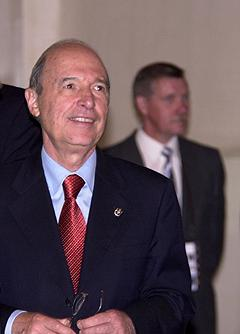
Kostas Simitis

Konstantinos "Kostas" Simitis (grekiska: Κωνσταντίνος Σημίτης), född 23 juni 1936 i Pireus, död 5 januari 2025 i Korinth, var en grekisk politiker. Han var jordbruksminister 1981–1985, ekonomiminister 1985–1987, utbildningsminister 1989–1990, närings- och handelsminister 1993–1995 och premiärminister 1996–2004. Han företrädde det socialistiska partiet PASOK och var dess ordförande 1996–2004.